# Антена (биология)
Антените, понякога наричани „пипала“, са сдвоени придатъци, използвани от сетивната система на членестоногите.

## Анатомия
Антените са свързани с първия или втори сегмент на главата и въпреки че се различават значително по форма, винаги са направени от един или повече съединени сегменти.
Току-що излюпените членестоноги имат антени, които се различават от тези на възрастните.
С изключение на хелицеровите и първичноопашатите, всички членестоноги, които не са ракообразни, имат една двойка антени.

## Функция
Функциите могат по различен начин да включват усещане за докосване, движение на въздуха, топлина, вибрации (звук) и особено мирис или вкус. Антените понякога се използват и за други цели, като чифтосване, мътене, плуване и дори закрепване на членестоногите към субстрат.